# Eteobalea anonymella
Eteobalea anonymella (розкішна міль анонімна) — вид лускокрилих комах родини розкішних вузькокрилих молей (Cosmopterigidae).

## Поширення
Вид поширений в Європі (крім Фенноскандії), Північній Африці, Західній та Середній Азії. Присутній у фауні України.

## Опис
Тіло та кінцівки темнокоричневі, голова жовтувато-біла, по боках вохриста. Вусики темно-коричневі і мають п'ять білих кілець на кінчиках. Розмах крил 9-13 мм. Передні крила темно-коричневі з трьома велики білими плямами. В основі крил є також золотиста пляма. Задні крила світло-сірі.

## Спосіб життя
Біологія виду невідома. Молі можна зустріти з травня до середини серпня. Інколи буває друге покоління з кінця серпня до початку вересня.